# Политика КНДР
Политика КНДР построена на принципах централизованной власти. Главная идеология государства — Чучхе. Хотя формально Конституция КНДР провозглашает все права человека и правительство, построенное на демократических принципах, в реальности свобода слова в стране ограничена, а государство тщательно контролирует жизнь граждан. Реальная власть в стране принадлежит Трудовой партии Кореи, возглавляемой Ким Чен Ыном. Существуют также две более мелкие политические партии — Чхондогё и Социал-демократическая партия Кореи, которые практически не участвуют в политической жизни государства. Де факто в стране установлена наследная тоталитарная диктатура с культом личности Кимов. 

## Исполнительная власть
По Конституции 1998 года бывший президент КНДР Ким Ир Сен является «Вечным Президентом», поэтому его пост никто не вправе занимать. Конституция возлагает большинство функций, обычно принадлежащих главе государства на Верховное Народное Собрание. После смерти Ким Ир Сена в 1994 году, главой правительства стал его сын, Ким Чен Ир.
Правительство КНДР возглавляет Премьер-министр, оно находится под контролем Верховного Народного Комитета (ВНК). ВНК занимается разработкой политического курса и надзором за кабинетом министров.
Ким Чен Ир являлся главой государства до самой кончины 17 декабря 2011 года. Он занимал сразу несколько должностей и имел несколько официальных званий, в том числе — генеральный секретарь Трудовой партии Кореи, председатель Комитета Государственной Безопасности и Верховный Главнокомандующий вооружёнными силами. Также он носил официальный титул «Дорогой председатель» (его отца, Ким Ир Сена называют «Великий председатель»).
После смерти Ким Чен Ира к власти пришёл его младший сын Ким Чен Ын.
Премьером правительства по состоянию на 2019 год является Ким Джэ Рён.

## Законодательная власть
В соответствии с Конституцией, высшим органом власти страны является Верховное Народное собрание (ВНС). Оно состоит из 687 членов, избираемых каждые пять лет. Съезды проводятся дважды в год, каждый в течение нескольких дней. Комитет, известный как Президиум Верховного Собрания, избирается членами Собрания и осуществляет законодательные функции между съездами. Председателем Верховного Собрания является Чхве Рён Хэ.

## Судебная власть
Текущая Конституция КНДР (пятая по счёту) была принята в сентябре 1998 года, заменив предыдущую редакцию от 1992 года.